# Oreopanax weberbaueri
Oreopanax weberbaueri är en araliaväxtart som beskrevs av Hermann Harms. Oreopanax weberbaueri ingår i släktet Oreopanax och familjen Araliaceae. Inga underarter finns listade.